# Neutral Buoyancy Laboratory

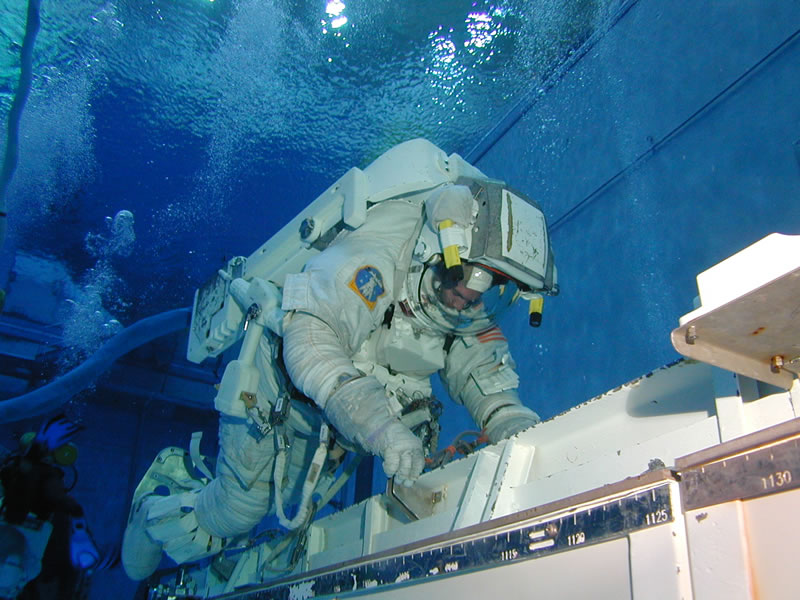
En astronaut tränar i NBL.

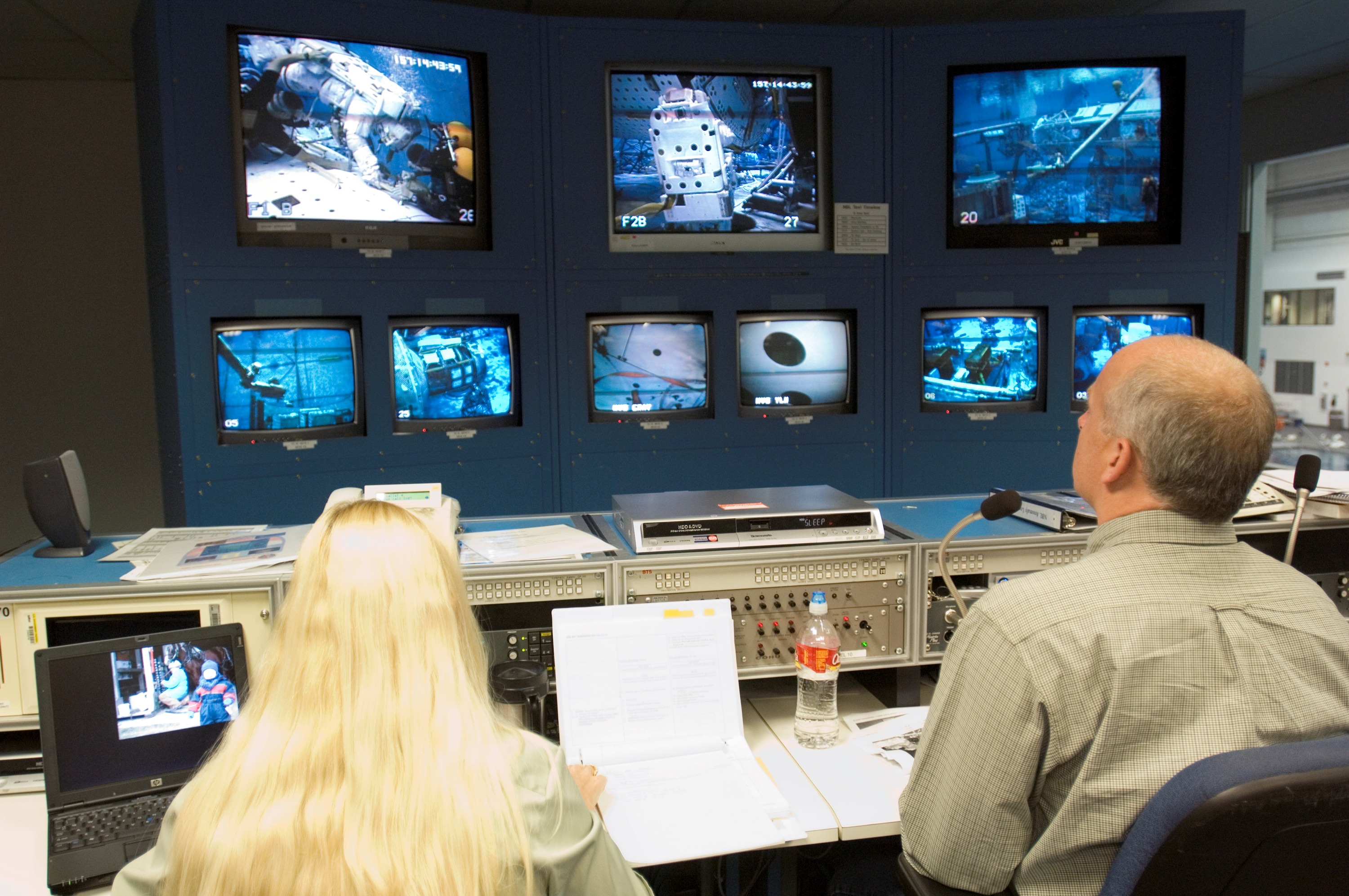
Kontrollrummet för simuleringarna.

Neutral Buoyancy Laboratory (NBL) är en träningsanläggning för astronauter belägen i  Sonny Carter Training Facility i NASAs Johnson Space Center i Houston, Texas.
NBL består av en mycket stor inomhuspool med vatten. I poolen kan astronauterna simulera och träna inför de rymdpromenader som kan komma att ske under deras missioner. NBL innehåller en fullskalig modell av rymdfärjans lastutrymme, flygningens nyttolast, samt den Internationella rymdstationen (ISS).
Principen om neutral flytkraft används för att simulera den tyngdlösa miljön i rymden. Astronauter med rymddräkter förses med vikter i vattnet av dykare så att de inte upplever någon flytkraft och ingen roterande moment mot deras masscentrum.
NBL-bassängen är 61 meter i längd, 31 meter bred och 12 meter djup och innehåller 23,5 miljoner liter med vatten. Dykarna andas nitrox då de arbetar i bassängen.

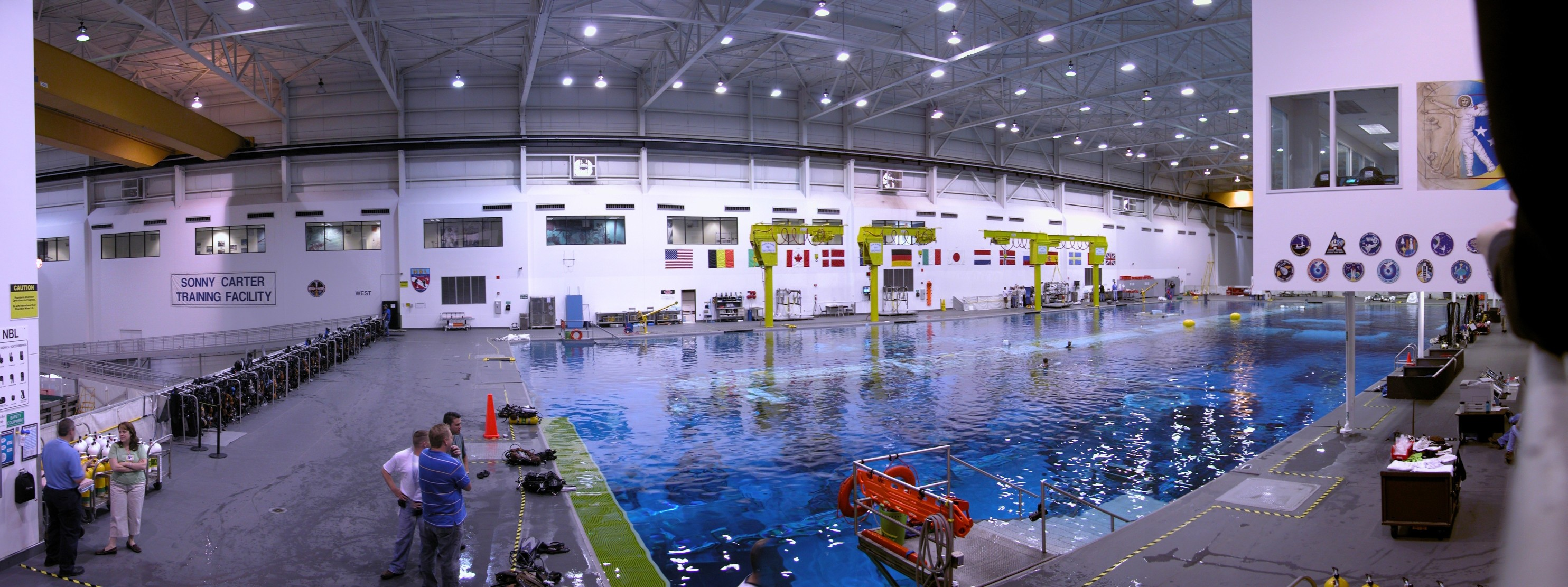
Panorama över NBL i Houston, Texas.